# カール・ドーヴ
カール・ドーヴまたはカール聾公（スウェーデン語: Karl Döve、生年不詳 - 1220年8月8日）は、フォルクング家出身のスウェーデンのヤール（在位：1216年 - 1220年）。父はベンクト・スニヴィル。兄弟にマグヌス（Magnus Minnesköld、ビルイェル・ヤールの父）、ヤールのビルイェル・ブローサがおり、息子にウルフ・フォースがいる。従兄のヨハン1世のエストニア遠征に参加したが、1220年8月8日のリフラの戦いで戦死した。
1990年代初頭に発見されたカールの印鑑は12世紀末の日付が刻まれており、これは個人の所有物としてスウェーデン史上最も古い資料である。通常、印鑑は悪用を防ぐため持ち主が死亡した際に破壊されるものであり、完全な形で保存されているのは稀である。この印鑑は2001年にスウェーデン国立歴史博物館が80万クローナで購入し、所蔵している。